# Elizabeta
Elizabeta je prema Novom zavjetu bila majka Ivana Krstitelja. U nekim kršćanskim konfesijama slavi se kao svetica.

## Elizabeta u Bibliji
Prema Evanđelju po Luki Elizabeta je vodila podrijetlo iz Aronove obitelji. Bila je udata za svećenika Zaharija. Par nije imao djece pošto je Elizabeta bila nerotkinja, sve dok anđeo Gabriel nije Zahariji obznanio da će dobiti sina kojem će dati ime Ivan. (Lk 1,11). Elizabeta je također spomenuta i pri Pohođenju Blažene Djevice Marije (Lk 1,39). Marija je krenula u posjet iz svog grada Nazareta u Elizabetino selo Ain Karim, nedaleko Jeruzalema. Kada su se susrele, Elizabeti je zaigralo dijete u utrobi. Osim što je to bio susret Djevice Marije i Elizabete, bio je i prvi susret Isusa i Ivana Krstitelja, koje su trudnice nosile. Elizabeta se napunila Duha Svetoga i izjavila: "Blagoslovljena ti među ženama i blagoslovljen plod utrobe tvoje! (Lk 1, 42)." Taj Elizabetin zaziv postao je sastavni dio molitve "Zdravo Marijo". Elizabeta je spomenuta i kod rođenja sv. Ivana Krstitelja (Lk 1,57)

## Spomendani
- Armenska Crkva: 9. travnja
- Koptska Crkva: 10. veljače
- Katolička Crkva: 23. rujna
- Pravoslavna Crkva: 5. rujna, 24. lipnja
- Evangelička Crkva: 5. studenog (Luteranska Crkva)